# Bartel BM-2
Il Bartel BM-2, inizialmente indicato come Bartel M-2, fu un aereo da addestramento biposto, monomotore biplano, sviluppato dall'azienda aeronautica polacca Wielkopolska Wytwórnia Samolotów Samolot negli anni venti e rimasto allo stadio di prototipo.
Destinato alla formazione dei piloti, primo velivolo di concezione interamente polacca di questo tipo, venne proposto sia sul mercato dell'aviazione generale che di quella militare ma benché avesse espresso delle prestazioni definite, per il periodo, eccellenti il suo sviluppo venne interrotto in favore del futuro Bartel BM-4.

## Storia del progetto
Nell'ambito di un previsto rinnovamento del proprio parco velivoli, basato principalmente su velivoli surplus provenienti dalla ex flotta Luftstreitkräfte, l'esercito polacco nel 1924 emise una specifica per la fornitura di un nuovo modello di aereo da avviare a valutazioni nel ruolo di addestratore di primo livello, adatto alla formazione dei nuovi piloti.
Per rispondere a questa esigenza l'ingegnere Ryszard Bartel, capo progettista della Wielkopolska Wytwórnia Samolotów Samolot di Poznań, avviò lo sviluppo di un nuovo velivolo adatto allo scopo con la collaborazione dell'ingegnere J. Teisseyre, del tecnico J. Medwecki e dell'ing. Z. Nowakowski. Il progetto, indicato inizialmente Bartel M-2 (M era un omaggio alla moglie Maryla, 2 per il secondo aereo da lui progettato), era relativo ad un velivolo dall'impostazione classica, un monomotore in configurazione traente, biplano, biposto ad abitacoli aperti e separati, realizzato interamente in legno con parti ricoperte in tela trattata e verniciata. Caratteristica del progetto era quella della standardizzazione degli elementi costruttivi, come tubi in acciaio e lamiere, al fine di rendere più agevoli ed economiche le riparazioni.
La costruzione del prototipo iniziò nell'agosto 1926, e l'aereo riuscì a staccarsi da terra dal campo di volo aziendale il successivo 7 dicembre; presentato alle autorità militari, riuscì ad esprimere buone qualità di volo. Dopo l'iniziale fase di prove venne esposto al pubblico nel giugno 1927, in occasione del primo salone aeronautico di Varsavia. I test continuarono durante tutto l'anno ma, nonostante i pareri positivi espressi da parte dell'esercito, Bartel ritenne di aver maturato l'esperienza per realizzare un modello derivato dalle prestazioni ancora migliori. Dando inizio allo sviluppo del futuro BM-4 le prove del BM-2 furono ritenute concluse ed il modello accantonato.
Una peculiarità del BM-2 rispetto ai modelli che lo seguirono era la configurazione alare che risultava a sesquiplano invertito, ciò dovuto alla intercambiabilità delle semiali e quindi, essendo tra le due metà inferiori la fusoliera, il piano alare superiore risultava possedere un'apertura inferiore, inoltre, a differenza dei modelli che lo seguirono, le ali erano a scalamento nullo, ovvero quella superiore giaceva sullo stesso piano di quella inferiore.

## Tecnica
Il BM-2 era un velivolo dall'impostazione, per l'epoca, convenzionale, monomotore biposto dalla velatura biplana e carrello fisso.
La fusoliera, di sezione rettangolare, era realizzata con una struttura in legno a sezione incrociata, con fondo in compensato, così come la parte anteriore, ricoperta in tela trattata tranne sul naso, dove tale funzione era demandata a fogli in alluminio per meglio resistere alle emissioni del motore. Integrava i due abitacoli separati ed aperti, posizionati in tandem, dotati di doppi comandi e destinati all'allievo pilota, seduto davanti, ed all'istruttore, i quali potevano contare su un modesto riparo dato da una coppia di parabrezza. La parte posteriore del velivolo terminava in un impennaggio classico monoderiva.
La velatura era di tipo biplano-sesquiplana invertita, con piani alari superiore, quello dalla minor apertura, ed inferiore, collegati tra loro da una doppia coppia di montanti interalari situati in ciascun lato. Le semiali, realizzate anch'esse con struttura in legno ricoperta da tela trattata con apposita vernice, erano intercambiabili tra loro, dotate di alettoni che, ad assemblaggio concluso, venivano collegati da un'asta di attuazione. L'integrità strutturale era inoltre rinforzata da tiranti in cavetto sdoppiato in acciaio.
Il carrello d'atterraggio era un semplice biciclo anteriore fisso, con ruote collegate tra loto da un asse ammortizzato con elementi elastici arrotolati, integrato posteriormente da un pattino d'appoggio, anch'esso ammortizzato, posizionato sotto la coda.
La propulsione era affidata ad un motore aeronautico Salmson 9Ac, un radiale 9 cilindri posti su un'unica fila raffreddato ad aria in grado di esprimere, in quella versione, una potenza pari a 120 hp (89,5 kW), posizionato a vista all'apice anteriore della fusoliera e abbinato ad un'elica bipala in legno a passo fisso dal diametro di 2,24 m.
Per la tipologia del servizio che doveva svolgere non era previsto alcun armamento.

## Utilizzatori
Polonia
- Siły Powietrzne